# Gare d'Iwanuma
La gare d'Iwanuma (岩沼駅, Iwanuma-eki) est une gare ferroviaire située dans la ville d'Iwanuma, dans la préfecture de Miyagi au Japon. La gare est exploitée par la compagnie JR East.

## Situation ferroviaire
La gare d'Iwanuma est située au point kilométrique (PK) 334,2 de la ligne principale Tōhoku. Elle marque la fin de la ligne Jōban.

## Historique
La gare est inaugurée le 15 décembre 1887.

## Service des voyageurs

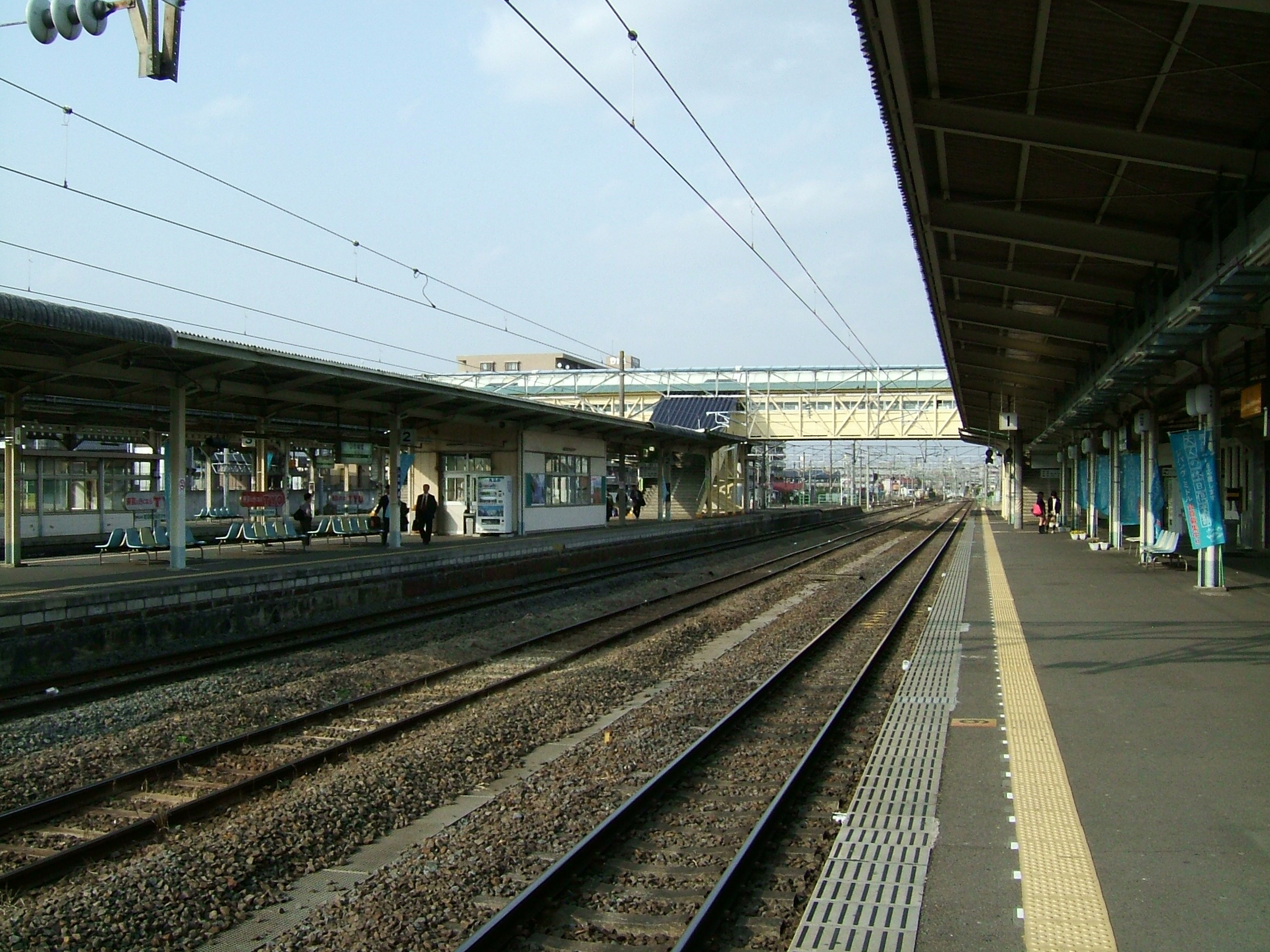
Vue des quais.

### Accueil
La gare dispose d'un bâtiment voyageurs, avec guichets, ouvert tous les jours.

### Desserte
- Ligne Jōban :
  - voie 1 : direction Haranomachi
  - voie 2 : direction Sendai
- Ligne principale Tōhoku :
  - voie 3 : direction Shiroishi et Fukushima
  - voie 4 et 5 : direction Natori et Sendai